# Chaffoux
Chaffoux est une bande dessinée animalière humoristique, créée par le dessinateur Patrick Cadot pour le Journal de Tintin, où elle paraît de 1986 à 1988. Le héros est un gros chat jaune, Chaffoux. Les scénaristes successifs sont Didgé, Bom, Cadot, Philippe Richelle.

## Historique

### Création
Dans les années 1980, le Journal de Tintin se met à moins privilégier la bande dessinée d'aventure, et porte plus l'accent sur la bande dessinée humoristique. C'est dans ce contexte qu'est créée la série Chaffoux, qui y est publiée à partir de 1986. 

### Auteurs
Le créateur de cette série humoristique est le dessinateur Patrick Cadot. 
Cadot travaille d'abord sur des scénarios de Didgé, en 1986, pour les trois premières planches, publiées dans les numéros 554, 556, 559. Michel de Bom prend le relais pour le texte de douze gags en 1986 et douze autres en 1987, dont un récit complet. Cadot assure lui-même onze scénarios en 1987. Philippe Richelle succède à Bom pour les scénarios de douze gags en 1988,.

### Personnages
Le principal personnage est un chat dénommé Chaffoux, éponyme de la série. Il est accompagné d'autres animaux, surtout une petite souris grise qui est son protagoniste habituel.

### Publication
Ses aventures humoristiques paraissent généralement sous forme de gag d'une page, ou parfois en récits complets de deux pages. Elles sont publiées dans Tintin de 1986 à 1988, et dans deux Super Tintin. La première parution a lieu dans le no 554 du 22 avril 1986, la dernière dans le no 670 du 12 juillet 1988. Un gag en est republié dans La Grande Aventure du journal Tintin, en 2016.